# 任永信
任 永信（イム・ヨンシン、朝鮮語: 임영신、1899年12月22日〈陰暦11月20日〉 - 1977年2月17日）は、韓国の女性政治家。初代商工部長官、制憲・第2代国会議員。本貫は豊川任氏。号は承堂（スンダン、승당）、英語名はルイズ・イム（Louise Yim）。
第11・12代国会議員の任哲淳は甥。

## 経歴
全羅北道錦山郡（現・忠清南道錦山郡）出身。幼い頃からキリスト教信仰の雰囲気の中で育てられた。1918年から天安の良垈学校で教師として働き、1919年に全州で三・一運動に参加した。1919年から1921年までは日本内地の広島基督女子専門学校で修学し、1921年から1922年までは公州の永明女学校と梨花学堂で教師として勤務した。1925年から1931年までに南カリフォルニア大学、同大学院で修学し卒業した。1933年から朝鮮キリスト教女子青年会連合会総務を務めた。1935年からは中央保育学校の経営を引き受け、1941年に中央保育学校代表として朝鮮臨戦報国団に参加した。1942年には金活蘭、朴順天などと共に朝鮮臨戦報国団婦人隊の指導委員を務めた。解放後の1945年10月に中央女子専門学校を設立して校長となり、1946年9月に中央女子大学を設立して学長に就任した。1948年9月に中央大学校へ改編されると学長に就任し、1953年2月より中央大学校総長、1961年11月からは中央文化学院理事長を務めた。
また、1945年10月に大韓女子国民党を設立し、党首を務めた。1946年2月に新設の南朝鮮大韓国民代表民主議院の議員を務め、民主議員代表として国際連合の会議に韓国代表として参加した。1948年8月に商工部長官に任命されたが、1949年の国会議員補選時の涜職事件により起訴され、1949年6月に長官職から退いたが、1950年の第2代総選挙でも再選された。他には言論界にも参入し、1950年2月に商工日報社長、1952年に女性界社社長を務めた。
議員職から退いた後は1961年より大韓女子青年団団長、1963年より民主共和党総裁顧問、1963年から1971年までは大韓婦人会会長、1965年から1973年までは大韓教育連合会会長を務めた。1966年に世界教職者連合会会長となり、1969年に再建国民運動中央会副会長となった。1971年に民主共和党顧問、1972年から1976年までに統一主体国民会議の代議員・運営委員を務めた。
1977年に死去。遺骨は中央大学校の校庭に埋葬された。